# Catedral de San Guillermo (Laoag)
La Catedral de San Guillermo de Laoag es una iglesia en la ciudad de Laoag, Ilocos Norte, Filipinas. Fue construida en 1612 por frailes agustinos para reemplazar una capilla de madera. Es conocida por su diseño italiano del Renacimiento y su torre del campanario, que se hunde en la tierra a un ritmo de una pulgada por año.
La catedral de San Guillermo es la sede central de la Diócesis de Laoag. La iglesia fue dañada por un huracán en 1640, por un terremoto en 1706, y por un incendio en 1843. El edificio sería restaurado en 1880.